# 後藤さり
後藤さり（ごとう さり、1996年10月2日 - ）は日本の俳優。Nabura所属。神奈川県出身

## 略歴・人物
ファッションへの興味が高く、高校卒業後は文化服装学院に進学。文化服装学院卒業後はファッションモデルとして活動を開始し、広告やMVなどの出演を重ねる。コロナ禍で自身の今後を見つめ直したのをきっかけに、俳優への道を志す。趣味はカレー作りでスパイスから調合して楽しんでいる。2023年よりNaburaに所属。

## 出演

### 映画
- MIRRORLIAR FILMS　コンセプトムービー（2023年　武桜子監督）
- 冗談じゃないよ（2024年、日下玉巳監督）
- Lilaina（2024年　長棟航平監督）

## ドラマ
- スイートモラトリアム（2023年、TBS）

## 舞台
- ×××になれなくて（2023年、演出：木乃江祐希）　【脚本家・渡辺雄介主宰劇団12ミニッツ】
- 卒業　FULL FLASH Produce vol.1（2022年、演出：増田朋弥）

## MV
- Taeyoung Boy「The Way(Prod.MAD)」（2019年）
- 雨のパレード「story」（2019年）
- NAMBA69「Plary The Game」（2020年）
- Warbo「Your」（2020年）
- マツモトヒロシ「teaser」（2022年）
- ディーン・フジオカ「Apple」（2022年）
- JIJIM「ランデブー」（2023年）
- 曽我部恵一「愛と言え」（2023年）
- SPRINGMAN「勤労」（2023年）
- Theラブ人間「太陽の光線」（2023年）

## 広告
- 日本コカ・コーラ「い・ろ・は・す サプライズスイーツ」篇（2017年）
- 大塚製薬　オロナミンC（2018年）
- P&G　ファブリーズMEN（2019年）
- KIRIN　午後の紅茶「紅茶派宣言」篇（2019年）
- 白鶴酒造　白鶴まる（2019年）
- PEACH JOHN（2022年）

## 受賞歴
- 2024年　ながおか映画祭　俳優賞　〈映画「Lilaina」にて〉